# زیردریایی کلاس اندراستا
سابمارین کلاس اندراستا (به انگلیسی: Andrasta-class submarine) یک کلاس از زیردریایی است که طول آن 48.8 m می‌باشد.